# Commission des crimes de guerre de Kuala Lumpur
 (avril 2023).
La mise en forme du texte ne suit pas les recommandations de Wikipédia : il faut le « wikifier ».
Les points d'amélioration suivants sont les cas les plus fréquents. Le détail des points à revoir est peut-être précisé sur la page de discussion.
- Les titres sont pré-formatés par le logiciel. Ils ne sont ni en capitales, ni en gras.
- Le texte ne doit pas être écrit en capitales (les noms de famille non plus), ni en gras, ni en italique, ni en « petit »…
- Le gras n'est utilisé que pour surligner le titre de l'article dans l'introduction, une seule fois.
- L'italique est rarement utilisé : mots en langue étrangère, titres d'œuvres, noms de bateaux, etc.
- Les citations ne sont pas en italique mais en corps de texte normal. Elles sont entourées par des guillemets français : « et ».
- Les listes à puces sont à éviter, des paragraphes rédigés étant largement préférés. Les tableaux sont à réserver à la présentation de données structurées (résultats, etc.).
- Les appels de note de bas de page (petits chiffres en exposant, introduits par l'outil «  Source ») sont à placer entre la fin de phrase et le point final[comme ça].
- Les liens internes (vers d'autres articles de Wikipédia) sont à choisir avec parcimonie. Créez des liens vers des articles approfondissant le sujet. Les termes génériques sans rapport avec le sujet sont à éviter, ainsi que les répétitions de liens vers un même terme.
- Les liens externes sont à placer uniquement dans une section « Liens externes », à la fin de l'article. Ces liens sont à choisir avec parcimonie suivant les règles définies. Si un lien sert de source à l'article, son insertion dans le texte est à faire par les notes de bas de page.
- La présentation des références doit suivre les conventions bibliographiques. Il est recommandé d'utiliser les modèles {{Ouvrage}}, {{Chapitre}}, {{Article}}, {{Lien web}} et/ou {{Bibliographie}}. Le mode d'édition visuel peut mettre en forme automatiquement les références.
- Insérer une infobox (cadre d'informations à droite) n'est pas obligatoire pour parachever la mise en page.

Pour une aide détaillée, merci de consulter Aide:Wikification.
Si vous pensez que ces points ont été résolus, vous pouvez retirer ce bandeau et améliorer la mise en forme d'un autre article.
La Commission des crimes de guerre de Kuala Lumpur (KLWCC  en anglais pour "Kuala Lumpur War Crimes Commission"), également connue sous le nom de Tribunal des crimes de guerre de Kuala Lumpur (KLWCT en anglais pour "Kuala Lumpur War Crimes Tribunal"), est une organisation malaisienne créée en 2007 par l'ancien Premier ministre Mahathir Mohamad, afin d'enquêter, de manièr eunilatérale, sur les crimes de guerre. Le KLWCC a été institué comme une alternative à la Cour pénale internationale de La Haye, que Mahathir a accusée de partialité dans la sélection et le traitement de certaines affaires. Le tribunal n'est pas reconnu par les Nations Unies et ses verdicts restent symboliques.

## Gouvernance
L'organe directeur du KLWCT a été créé pour superviser et enquêter sur des plaintes de victimes de guerres et de conflits armés impliquant des crimes contre la paix, des crimes de guerre, des crimes contre l'humanité et d'autres infractions similaires reconnues par le droit international. Les membres de l'organe de gouvernance comprennent :
- Mahathir Mohammed (président)
- Alfred Webre
- Richard Falk [4]
- Zacharia Yatim - juge à la retraite de la Cour fédérale malaisienne
- Tunku Sofiah Jewa - avocat et chercheur en droit international
- Salleh Buang - ancien conseiller fédéral dans les chambres du procureur général, Malaisie
- Niloufer Bhagwat
- Shad Saleem Faruqi - universitaire juridique malaisien [5]
- Michel Chossudovsky - universitaire à la retraite (site Web de Global Research) [6]

## Condamnations invoquant la compétence universelle
En novembre 2011, le tribunal a invoqué la compétence universelle pour juger par contumace l'ancien président américain George W. Bush et l'ancien Premier ministre britannique Tony Blair, les condamnant tous deux pour crimes contre la paix en raison de ce que le tribunal a conclu à l'invasion illégale de l'Irak ,,,.
En mai 2012, après avoir entendu un témoignage de victimes de torture à Abou Ghraib et à Guantanamo, le Tribunal a condamné à l'unanimité par contumace l'ancien président américain George W. Bush, l'ancien vice-président américain Dick Cheney ainsi que l'ancien secrétaire américain à la Défense Donald Rumsfeld. Les procureurs généraux John Yoo et Jay Bybee, l'ancien procureur général américain Alberto Gonzales et les anciens conseillers américains David Addington et William Haynes II ont été condamnés pour complot en vue de commettre des crimes de guerre, en particulier des actes de torture,. Le Tribunal a transmis ses conclusions au procureur général de la Cour internationale de justice de La Haye.
En novembre 2013, le Tribunal déclare Israël coupable de génocide du peuple palestinien.

## Légitimité
L'ancien rapporteur spécial des Nations Unies sur l'indépendance des juges et des avocats, Param Cumaraswamy, a qualifié le KLWCT d'entreprise privée sans base légale et a mis en doute sa légitimité. Cette entité ne possède en effet pas de mandat des Nations unies, et l'ONU ne lui accorde aucune reconnaissance. Par ailleurs, il ne dispose pas du pouvoir d'ordonner des arrestations ou d'imposer des peines.